# 十二兄弟
《十二兄弟》（德語：Die zwölf Brüder）是格林兄弟收集的一则德国童话，为《格林童话》一书中的第9个故事，亦被安德鲁·朗格（Andrew Lang）收录于其《红皮童话书》中。
该故事属于Aarne-Thompson分类法中的第451类，即兄弟们变成了鸟。相似的故事还包括：《六只天鹅》、《十二只野鸭》、《Udea and her Seven Brothers》、《野天鹅》、《七只乌鸦》和《魔法鸿雁》。

## 故事梗概
從前，有一个国王和王后育養著十二个儿子。但是這個國王非常不想要將王位交給兒子們來繼承，他在王后再次怀孕时交代她的下一個孩子如果是女孩就要杀掉所有的兒子并且准备好十二個棺材。格林兄弟的第一版中，国王殺掉他的兒子做是出于对女孩的厌恶，他不愿看到儿子中间有一个女儿；在第二版中，则改为是为了让女儿继承王位。
國王的命令讓王后陷入悲痛中，她狠不下心殺掉自己生下來的孩子，當王后最小的儿子發現他的母后露出悲傷的表情並詢問原因时，王后带她的小儿子去看棺材並且把事情的緣由說出來，她交代小兒子注意升旗的顏色，因為旗子的顏色是要注定他與他兄弟的命運。王后提醒小兒子如果她生下的孩子是男孩就會升白旗，但是萬一是女孩会升起一面红旗，到時他們就要得離開城堡永遠不得返回。
小儿子答應他的母親會多加留意旗子的顏色，於是他跟他的兄弟們在離城堡不遠的森林中躲起來輪流瞭望着宫外的旗子的顏色，當小儿子看到宫外升起的红旗意味著什麼意思時，他帶著他的兄弟們移居森林的深處。但對其他年紀大的兄弟們來說這是個痛苦的決定。兄弟們在森林发现一间被施下魔法的小屋便安定下來，兄弟中最小的那位负责家务，其他的都紛紛外出打猎。
幾年後，王后所生的女孩在宫里大扫除时看見十二件最小的衬衫，當女孩向她的父母詢問襯衫的事得知她曾有十二個哥哥的經過，她决定出发去寻找她的哥哥们。女孩找到小屋看到她其中一位哥哥。最小的哥哥聽完女孩的來歷要求她先找個地方藏匿起來，其他的兄弟们回来后，小哥哥告訴他的兄弟们未曾見面的妹妹造訪他們並將她请出来。因此兄妹們就此相認便居住在一起。從那之後，女孩就留居下來和最小的哥哥一起管理家务。 
某天，女孩在屋外發現房子旁的花园里有十二支百合想要送给她的哥哥们。但是她摘下花不久就發現她的哥哥們全都变成乌鸦紛紛飛走。有一個老女人告訴女孩說她摘下的百合施有將她的兄弟們變成烏鴉的魔咒，要解除這個魔咒的唯一方法就是在七年內不能說話與談笑，只要能做到，女孩的哥哥們就會變回人形，但是萬一女孩在這七年尚未到期時說出一句話會使她的兄弟們會喪命。女孩為了使她的哥哥們能夠恢復原狀決定不說話，後來她在屋內开始静静地纺起线来。
後來，一位鄰國的國王發現女孩便愛上她，在國王娶了女孩不久後將她封為王后，但是，這個國王的母親不是很喜歡王后便開始誹謗還靠著她不說話的原因造謠出她是個女巫，很快王后被判處火刑，就当火焰即将烧到她的那一刻時是七年期满的瞬間。她的哥哥们在抵達現場降落不久恢復人形直接將火撲滅，王后在可以說話的同時把一切都說出來。因此國王的母親為此被扔进装满沸油与毒蛇的大桶里，從此王后與她的十二個兄弟過著幸福的生活。

## 参看
十兄弟